# Ellen Barkin
Ellen Rona Barkin (sinh ngày 16/04/1954) là một diễn viên Mỹ, nổi danh qua các phim: The Big Easy, Sea of Love, and Switch. 

## Danh mục phim
| Năm  | Tên phim                                                   | Vai diễn                    | Ghi chú |
| ---- | ---------------------------------------------------------- | --------------------------- | --- |
| 1978 | Up in Smoke                                                | Woman playing guitar        | Không nêu |
| 1981 | Kent State                                                 | Student                     | Không nêu Phim truyền hình |
| 1981 | We're Fighting Back                                        | Chris Capoletti             | Phim truyền hình |
| 1982 | Diner                                                      | Beth Schreiber              | |
| 1982 | Parole                                                     | Donna                       | Phim truyền hình |
| 1983 | Tender Mercies                                             | Sue Ann                     | |
| 1983 | Daniel                                                     | Phyllis Isaacson            | |
| 1983 | Enormous Changes at the Last Minute                        | Virginia                    | |
| 1983 | Eddie and the Cruisers                                     | Maggie Foley                | |
| 1984 | Harry & Son                                                | Kate Wilowski               | |
| 1984 | Terrible Joe Moran                                         | Ronnie                      | Phim truyền hình |
| 1984 | The Adventures of Buckaroo Banzai Across the 8th Dimension | Penny Priddy                | |
| 1985 | Terminal Choice                                            | Mary O'Connor               | |
| 1986 | Desert Bloom                                               | Aunt Starr                  | Sant Jordi Award for Best Foreign Actress |
| 1986 | Act of Vengeance                                           | Annette Gilly               | |
| 1986 | Down by Law                                                | Laurette                    | |
| 1986 | The Princess Who Had Never Laughed                         | Princess Henrietta          | Phim truyền hình |
| 1987 | The Big Easy                                               | Anne Osborne                | Sant Jordi Award for Best Actress |
| 1987 | Made in Heaven                                             | Lucille                     | Không nêu |
| 1987 | Siesta                                                     | Claire                      | |
| 1988 | Clinton and Nadine                                         | Nadine Powers               | Phim truyền hình CableACE Award for Best Actress in a Movie or Miniseries |
| 1989 | Johnny Handsome                                            | Sunny Boyd                  | Đề cử - Chicago Film Critics Association Award for Best Supporting Actress |
| 1989 | Sea of Love                                                | Helen Cruger                | Nominated - Chicago Film Critics Association Award for Best Actress |
| 1991 | Switch                                                     | Amanda Brooks               | Đề cử - Golden Globe Award for Best Actress – Motion Picture Musical or Comedy (1991) |
| 1992 | Mac                                                        | Oona Goldfarb               | |
| 1992 | Man Trouble                                                | Joan Pruance                | |
| 1992 | Into the West                                              | Kathleen                    | |
| 1993 | This Boy's Life                                            | Caroline Wolff Hansen       | |
| 1995 | Bad Company                                                | Margaret Wells              | |
| 1995 | Wild Bill                                                  | Calamity Jane               | |
| 1996 | The Fan                                                    | Jewel Stern                 | |
| 1996 | Mad Dog Time                                               | Rita Everly                 | |
| 1997 | Before Women Had Wings                                     | Glory Marie Jackson         | Golden Satellite Awards – Best Performance by an Actress in a Supporting Role in a Mini-Series or Motion Picture Made for Television – (1997) Primetime Emmy Award for Outstanding Lead Actress in a Miniseries or a Movie (1997) Đề cử - Golden Globe Award for Best Actress – Miniseries or Television Film (1997) |
| 1998 | Fear and Loathing in Las Vegas                             | Waitress at North Star Cafe | |
| 1999 | Drop Dead Gorgeous                                         | Annette Atkins              | |
| 1999 | The White River Kid                                        | Eva Nell La Fangory         | |
| 2000 | Crime and Punishment in Suburbia                           | Maggie Skolnick             | |
| 2000 | Mercy                                                      | Det. Cathy Palmer           | |
| 2001 | King of the Hill                                           | Leonore                     | 1 episode: Hank and the Great Glass Elevator |
| 2001 | Someone Like You                                           | Diane Roberts               | |
| 2004 | She Hate Me                                                | Margo Chadwick              | |
| 2004 | Palindromes                                                | Joyce Victor                | |
| 2005 | Trust the Man                                              | Norah                       | |
| 2007 | Ocean's Thirteen                                           | Abigail Sponder             | |
| 2009 | Brooklyn's Finest                                          | Agent Smith                 | |
| 2009 | Happy Tears                                                | Shelly                      | |
| 2010 | Operation: Endgame                                         | Empress                     | |
| 2010 | Twelve                                                     | Jessica's mother            | |
| 2010 | The Chameleon                                              | Kimberly Miller             | |
| 2010 | Shit Year                                                  | Colleen West                | |
| 2011 | Mann's World                                               |                             | Pilot TV series |
| 2011 | Another Happy Day                                          | Lynn                        | |
| 2012 | Modern Family                                              | Mitzy Roth                  | One episode: Send Out the Clowns |
| 2012 | The New Normal                                             | Jane Forrest                | |
| 2013 | Very Good Girls                                            | Lilly's mother              | Post-production |